# Kazimierz Ansion
Kazimierz Ansion (ur. 8 grudnia 1887 w Złoczowie, zm. 2 lutego 1945 w Kielcach) – polski prawnik, prokurator, działacz społeczny.

## Życiorys
Urodził się 8 grudnia 1887 w Złoczowie jako syn Ottokara (prawnik, do 1882 sędzia powiatowy w Brzeżanach, od 1882 radca sądu krajowego w Złoczowie). Kształcił się w C. K. Gimnazjum w Złoczowie od 1898 do 1906.
Po odzyskaniu przez Polskę niepodległości został przyjęty do Wojska Polskiego i zweryfikowany w stopniu kapitana w korpusie oficerów sądowych rezerwy ze starszeństwem z dniem 1 czerwca 1919. Wstąpił do służby wymiaru sprawiedliwości II Rzeczypospolitej. W połowie lat 20. był podprokuratorem okręgowym w Złoczowie. Odpowiadał za opracowanie publikacji pt. Ustawa karna skarbowa z 2 sierpnia 1926, wydanej w 1930. Z dniem 22 maja 1931 ze stanowiska wiceprokuratora okręgowego w Złoczowie został mianowany prokuratorem okręgowym w Złoczowie. Z tego stanowiska z dniem 12 stycznia 1932 został przeniesiony na stanowisko prokuratora okręgowego w Sanoku (zamieniony miejscami z Ferdynandem Józefem Mückiem). Był oskarżycielem w sprawie o zabójstwo Jana Chudzika toczonej we wrześniu 1933 przed Sądem Okręgowym w Sanoku. W 1933 był prezesem zarządu powiatu Związku Strzeleckiego w Sanoku. W 1934, jako kapitan rezerwy w korpusie oficerów sądowych, pozostawał w ewidencji Komendy Powiatowej Uzupełnień Sanok. Od 25 września 1934 pełnił urząd prokuratora okręgowego w Przemyślu. 10 października 1936 został przeniesiony ze stanowiska prokuratora okręgowego w Przemyślu na stanowisko prezesa Sądu Okręgowego w Ostrowie Wielkopolskim, urzędowanie objął na początku grudnia 1936.
Zarządzeniem prezydenta RP Ignacego Mościckiego z 7 listopada 1938 został odznaczony Złotym Krzyżem Zasługi za zasługi na polu pracy w sądownictwie.
Prywatnie był myśliwym, przed 1914 był członkiem Galicyjskiego Towarzystwa Łowieckiego (w tym czasie był przydzielony do miejscowości Niemirów, Rawa Ruska), a w okresie II RP działał w ostrowskim oddziale Polskiego Związku Łowieckiego i był łowczym powiatowym. Był prezesem ostrowskiego koła Towarzystwa Rozwoju Ziem Wschodnich. Należał do Zrzeszenia Sędziów i Prokuratorów RP: koła w Przemyślu, następnie został członkiem oddziału poznańskiego i prezesem koła w Ostrowie Wielkopolskim. Latem 1939 pełnił funkcję prezesa Powiatowego Komitet Przyjaciół Ostrowskiego Batalionu Obrony Narodowej w Ostrowie Wielkopolskim. Z dniem 31 lipca 1939 przeszedł na urlop wypoczynkowy, mający potrwać do 10 września 1939.
Kazimierz Ansion był żonaty. 18 sierpnia 1939 obchodził srebrne gody małżeńskie. Jego dziećmi byli Zbigniew, Wiesława.